# Museo civico (Pistoia)

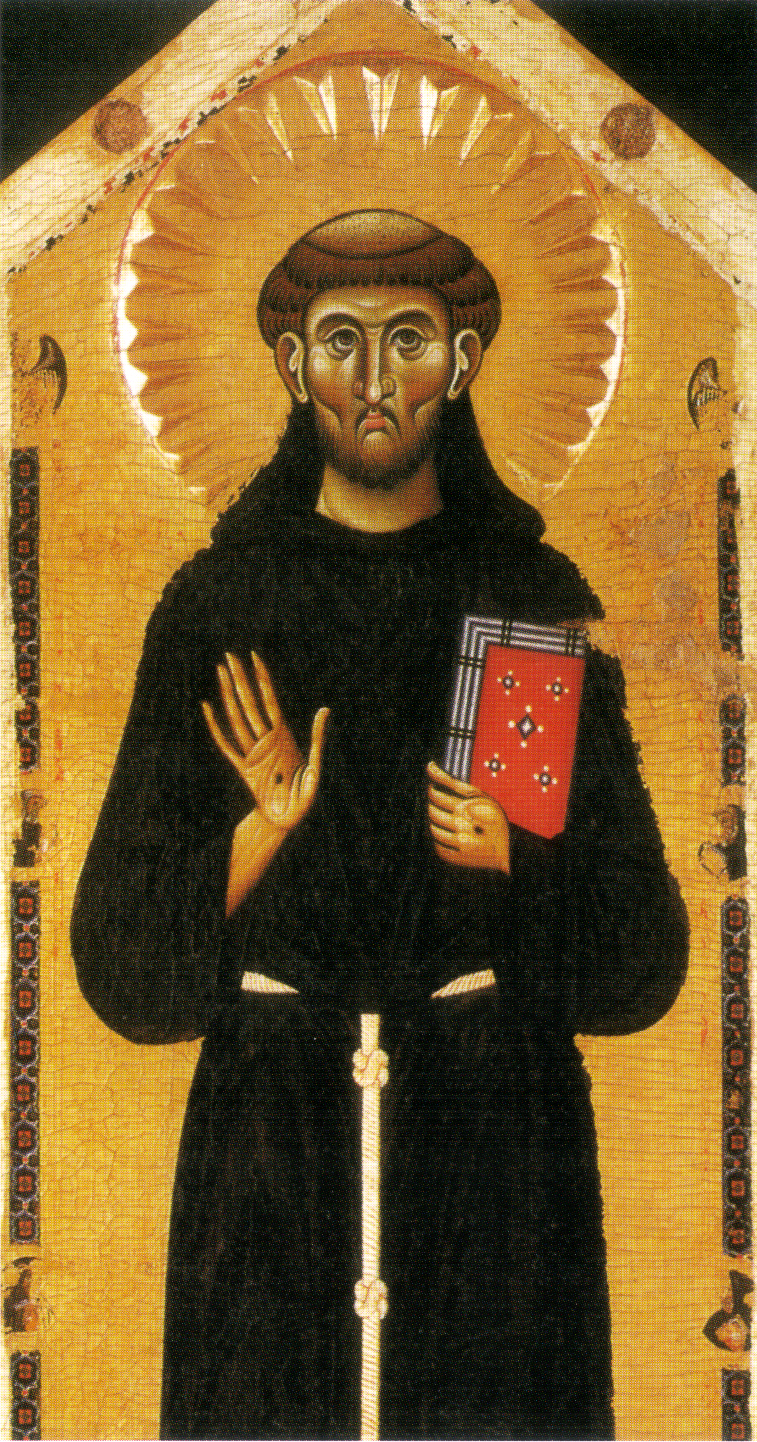
Coppo di Marcolvaldo (att.), San Francesco, storie della sua vita e miracoli dopo la morte

Il Museo Civico d'arte antica di Pistoia, ospitato nel Palazzo degli Anziani, è la prima e più importante istituzione museale della città.

## Storia
Il primo nucleo delle collezioni risale al 1893, mentre il museo fu ufficialmente istituito nel 1922 all'interno del Palazzo degli Anziani (avente anche funzione di sede comunale). Nelle sale del piano nobile fu esposta una collezione proveniente da varie istituzioni benefiche e culturali, che a loro volta avevano acquisito opere d'arte dalle congregazioni soppresse alla fine del XVIII secolo. Nel corso del tempo il patrimonio museale fu ulteriormente accresciuto grazie a importanti donazioni; per questo motivo, nel 1956 fu allestito uno spazio espositivo anche all'ultimo piano del palazzo. L'attuale configurazione del museo risale al 1982.

## Descrizione
Il percorso museale si snoda tra il primo e il secondo piano del Palazzo degli Anziani.
In due sale del primo piano si trovano le opere più antiche, ovvero tavole con dipinti che vanno dal XIII al XVI secolo. Tra queste si ricordano: San Francesco, storie della sua vita e miracoli dopo la morte, attribuito a Coppo di Marcovaldo, Compianto di Cristo, di Lippo di Benivieni, e Madonna e Santi, del Maestro del 1310.
La sezione delle opere cinquecentesche, sempre al primo piano, è la più consistente: si citano la Sacra Conversazione, di Lorenzo di Credi, la Madonna della Pergola, di Bernardino Detti pistoiese, e la Sacra Conversazione, di Ridolfo del Ghirlandaio.
Al secondo piano si trovano opere ascrivibili alla pittura fiorentina e pistoiese dei secoli XVII e XVIII, oltre ad un importante nucleo proveniente dalla collezione della famiglia Puccini, con pitture realizzate tra il Trecento e l'Ottocento.
Tra le pitture seicentesche Ero e Leandro, di Giacinto Gimignani, Presentazione al Tempio, di Anton Domenico Gabbiani, e Giudizio di Mida di Jacopo Chimenti
Nella collezione proveniente dalla Villa Puccini di Scornio si annoverano, ad esempio, il Ritratto di Niccolò Puccini, di Giuseppe Bezzuoli, e il Busto di Tommaso Puccini, di Giovan Battista Foggini.
Nel mezzanino si trova il "Centro di documentazione Giovanni Michelucci", istituito nel 1980 e dove sono consultabili oltre 2.000 disegni dell'architetto e circa 300 elaborati progettuali.

## Direttori
- Guido Macciò,[3]
- Alfredo Chiti, 1935-1956
- Vasco Melani, 1956-1975
- M. Cecilia Mazzi, 1975-1982
- Chiara d'Afflitto, 1982-2007
- Elena Testaferrata, 2007 -